# Államtanács (Franciaország)

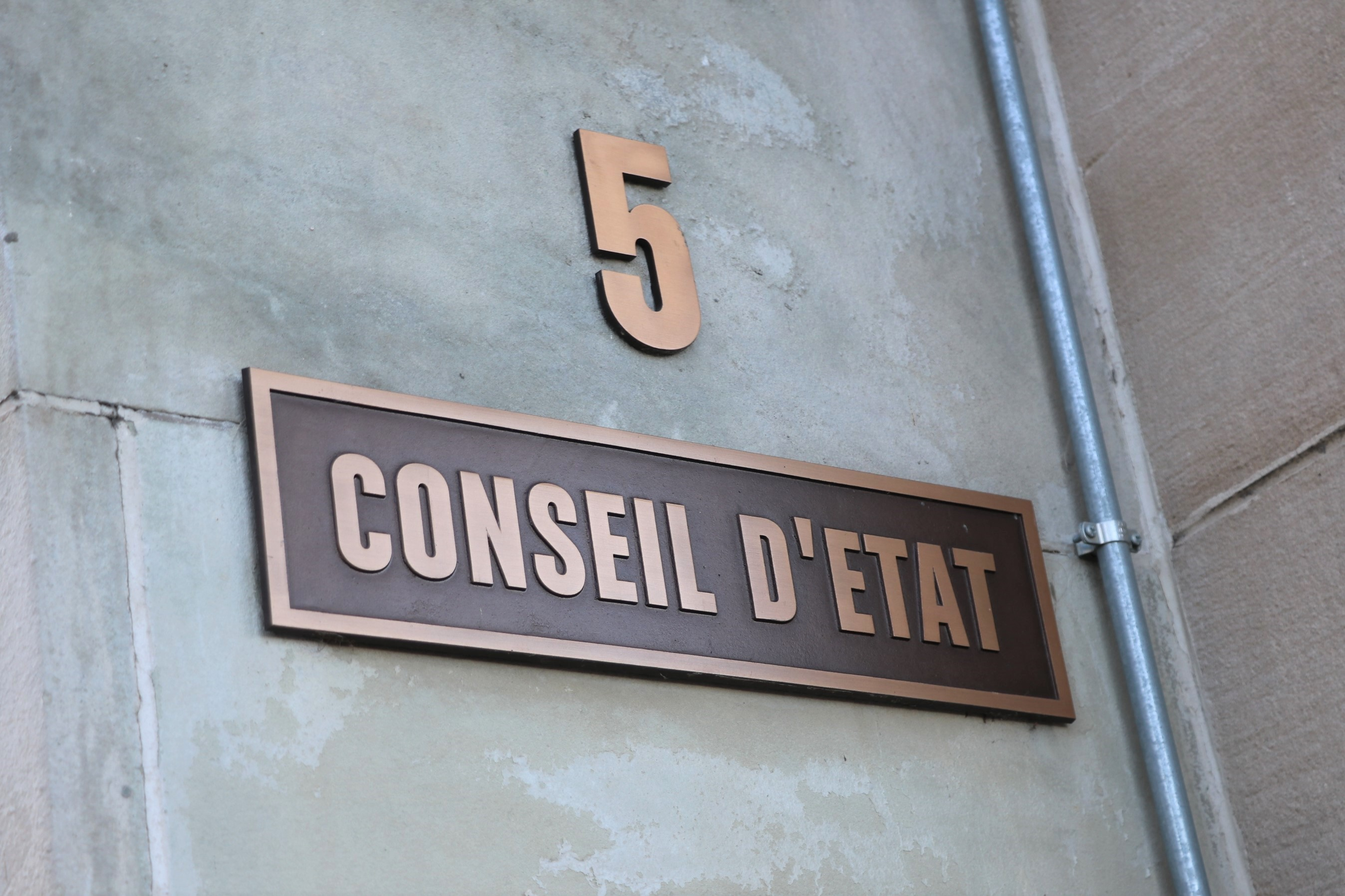
Az Államtanács bejárata

Az Államtanács (franciául:Conseil d'État) Franciaországban egy különleges állami szerv.

## Története
1781-ben állították fel.
A francia forradalom idején első konzulként, 1799-ben Napóleon újjászervezte az Államtanácsot, amelynek tagjait az első konzul nevezte ki. A törvényalkotási eljárás során a konzulok által kezdeményezett törvények tervezetét az Államtanács készítette el, később pedig képviselte is a tervezeteket a Törvényhozó Testület előtt.
Ekkorra kifejlődött az Államtanácsnak az a fontos  funkciója is, amely az erősen centralizált francia közigazgatás bizonyos tevékenységeinek a felügyelete volt. Ugyanakkor megjelent az Alkotmánytanács bírói funkciója is, amelyből a 19. század folyamán fejlődött ki a közigazgatási bíráskodás.